# فالديماربليس
فالديماربليس (بالإنجليزية: Valdemārpils)‏ هي منطقة سكنية تقع في لاتفيا في Talsi District.[بحاجة لمصدر] يقدر عدد سكانها بـ 2,757 نسمة .

## معرض صور

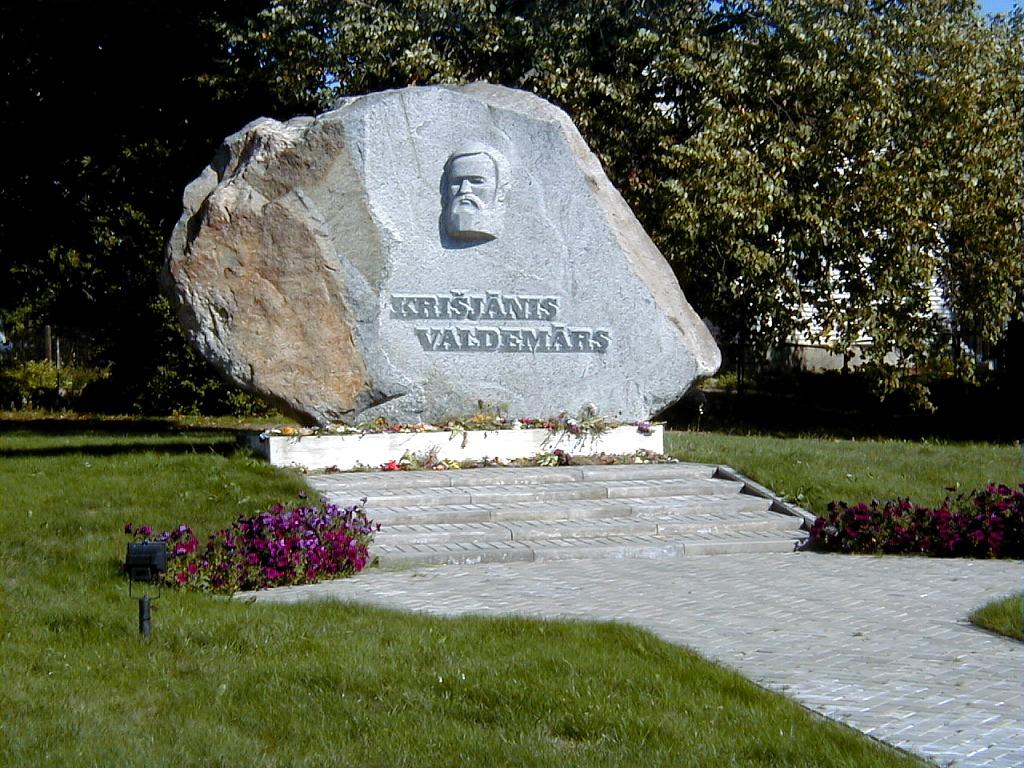
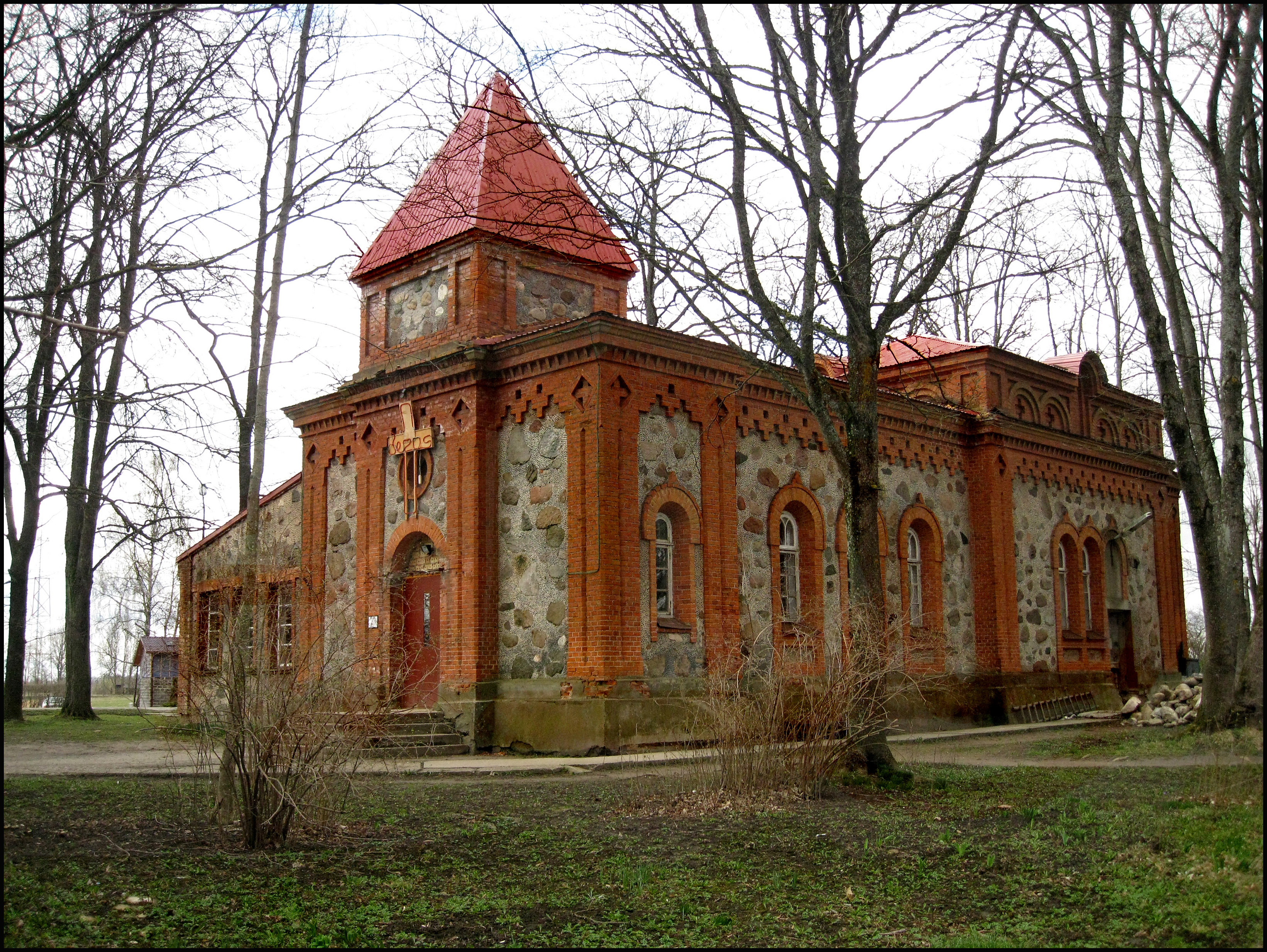
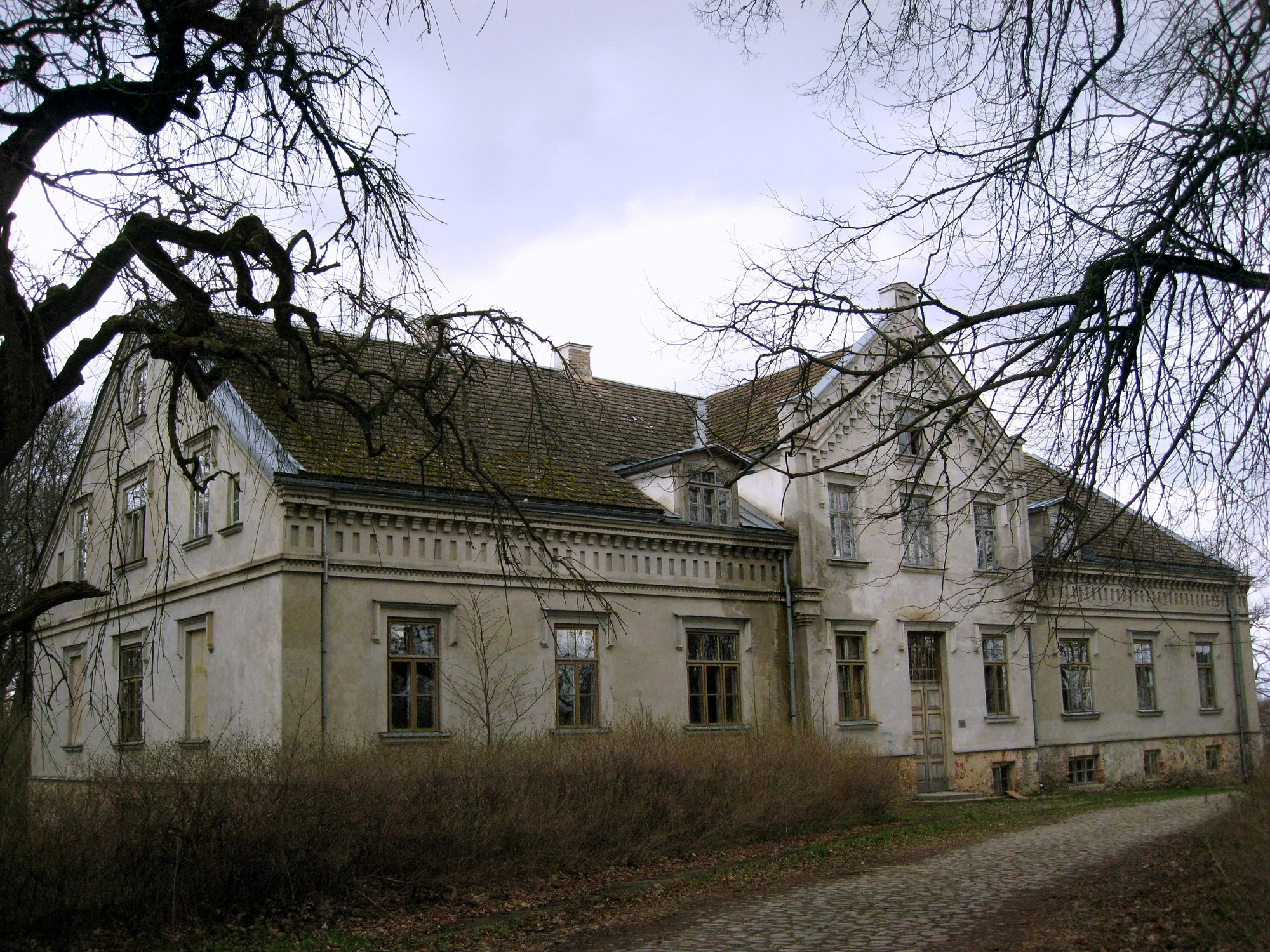